# Liste der Naturdenkmale in Pelm
Die Liste der Naturdenkmale in Pelm nennt die im Gemeindegebiet von Pelm ausgewiesenen Naturdenkmale (Stand 4. Juni 2024).

## Naturdenkmale
| Nr.         | Bezeichnung                                                                           | Lage                                                    | Beschreibung | Bild                                    |
| ----------- | ------------------------------------------------------------------------------------- | ------------------------------------------------------- | --- | --------------------------------------- |
| ND-7233-005 | Basaltblöcke und Wäldchen                                                             | nordwestlich des Ortes an der K 33; Flur Jägerhaus Lage | Blockhalde; flächenhaftes Naturdenkmal, ca. 0,4 ha | Direkt Bild zu diesem Denkmal hochladen |
| ND-7233-006 | Basaltkuppe mit aufstehender Kasselburg, Fichte und sieben alten Bäumen im Burginnern | nordwestlich des Ortes; Flur Dres Acht Lage             | Picea abies mit weiterem Gehölzbestand; flächenhaftes Naturdenkmal | Fotos hochladen                         |
| ND-7233-007 | Gruppe von vier Buchen am Eingang zum Staatswald Kasselburg                           | nordwestlich des Ortes; Flur Jägerhaus Lage             | Fagus sylvatica, drei von ursprünglich vier Bäumen | Direkt Bild zu diesem Denkmal hochladen |
| ND-7233-047 | Königsfichte                                                                          | südlich des Ortes; Abteilung Im Heisberg Lage           | Picea abies, um 1815 gekeimt | Direkt Bild zu diesem Denkmal hochladen |
| ND-7233-063 | Gipfel der Baarlei                                                                    | südlich des Ortes; Flur Grundacker unter Baarlei Lage   | Leuzitbasaltblock; flächenhaftes Naturdenkmal, ca. 0,1 ha | Direkt Bild zu diesem Denkmal hochladen |
| ND-7233-096 | Dolomitfelsenzüge und Blöcke im Heiligenstein                                         | südwestlich des Ortes; Abteilung Der Heiligenstein Lage | flächenhaftes Naturdenkmal, ca. 5 ha; teilweise zu Gerolstein | Fotos hochladen                         |
| ND-7233-097 | Geeser Ley                                                                            | südlich des Ortes; Abteilung Die Lay Lage               | Dolomitfelsen; flächenhaftes Naturdenkmal; teilweise zu Gerolstein | Direkt Bild zu diesem Denkmal hochladen |
| ND-7233-102 | Gipfel des Kasselburger Hahns mit Basaltlavafelsen und Basaltlavastrom                | nordwestlich des Ortes; Abteilung Der Hahn Lage         | flächenhaftes Naturdenkmal, ca. 5 ha; mit einer Gruppe älterer Rotbuchen (Fagus sylvatica), Ulmen (Ulmus sp.) und Bergahorne (Acer pseudoplatanus) im Kasselburger Hahn und Basaltlavafelsen sowie einem Basaltlavastrom | Direkt Bild zu diesem Denkmal hochladen |